# 1306 Scythia
Az 1306 Scythia (ideiglenes jelöléssel 1930 OB) a Naprendszer kisbolygóövében található aszteroida. Grigorij Neujmin fedezte fel 1930. július 22-én.